# Entrange
Cet article possède des paronymes, voir Oetrange, Œutrange et Otrange.
Entrange est une commune française située dans le département de la Moselle, en région Grand Est.

## Géographie
Situé au pied des côtes de Moselle à proximité de Hettange-Grande et de la frontière franco-luxembourgeoise, le village d'Entrange a un passé minier important. Au XIXe siècle fut implanté dans ce secteur la mine Charles Ferdinand. Les galeries creusées à flanc de côte entament profondément la veine de fer qui passe en dessous du plateau Lorrain : d'autres puits de mine sont situés plus en hauteur.
La cité d'Entrange possède un carreau important, mais la mine est désactivée depuis maintenant le 31 juillet 1979 et les mines sont progressivement ennoyées. Les eaux d'exhaure s'infiltrent dans la rivière Reybach.
|            | Kanfen     |                 |
| Escherange | Entrange   | Hettange-Grande |
|            | Thionville |                 |

### Hydrographie

#### Réseau hydrographique
La commune est située dans le bassin versant du Rhin au sein du bassin Rhin-Meuse. Elle est drainée par le ruisseau le Reybach.

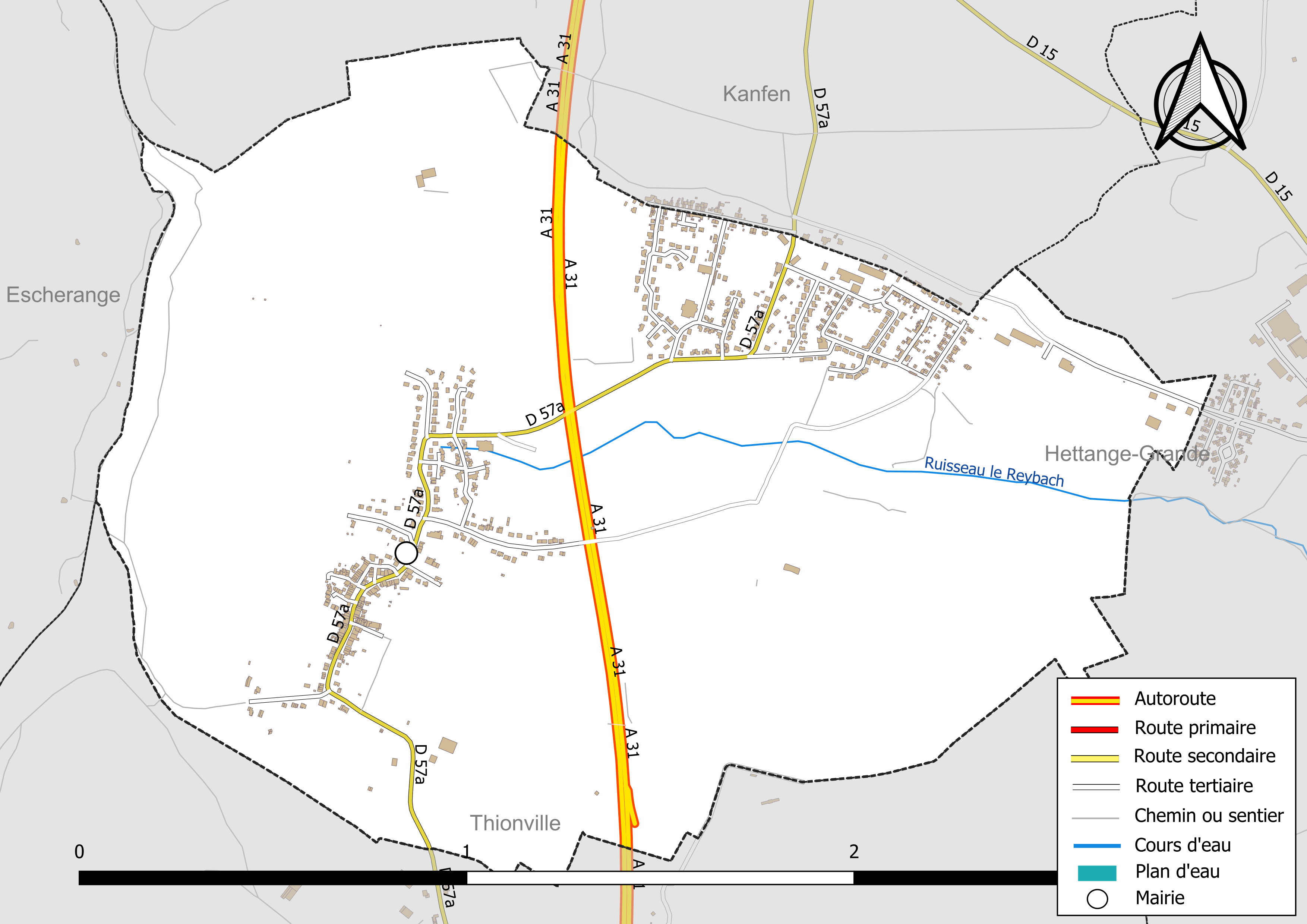
Réseaux hydrographique et routier d'Entrange.

#### Gestion et qualité des eaux
Le territoire communal est couvert par le schéma d'aménagement et de gestion des eaux (SAGE) « Bassin ferrifère ». Ce document de planification, dont le territoire correspond aux anciennes galeries des mines de fer, des aquifères et des bassins versants associés, d'une superficie de 2 418 km2, a été approuvé le 27 mars 2015. La structure porteuse de l'élaboration et de la mise en œuvre est la région Grand Est. Il définit sur son territoire les objectifs généraux d’utilisation, de mise en valeur et de protection quantitative et qualitative des ressources en eau superficielle et souterraine, en respect des objectifs de qualité définis dans le SDAGE  du Bassin Rhin-Meuse.

### Climat
Pour des articles plus généraux, voir Climat du Grand Est et Climat de la Moselle.
En 2010, le climat de la commune est de type climat de montagne, selon une étude du Centre national de la recherche scientifique s'appuyant sur une série de données couvrant la période 1971-2000. En 2020, Météo-France publie une typologie des climats de la France métropolitaine dans laquelle la commune est exposée à un climat semi-continental et est dans la région climatique  Lorraine, plateau de Langres, Morvan, caractérisée par un hiver rude (1,5 °C), des vents modérés et des brouillards fréquents en automne et hiver. 
Pour la période 1971-2000, la température annuelle moyenne est de 9 °C, avec une amplitude thermique annuelle de 16,2 °C. Le cumul annuel moyen de précipitations est de 921 mm, avec 13,9 jours de précipitations en janvier et 9,2 jours en juillet. Pour la période 1991-2020, la température moyenne annuelle observée sur la station météorologique de Météo-France la plus proche, « Malancourt », sur la commune d'Amnéville à 17 km à vol d'oiseau, est de 10,2 °C et le cumul annuel moyen de précipitations est de 884,1 mm. 
La température maximale relevée sur cette station est de 39,3 °C, atteinte le 25 juillet 2019 ; la température minimale est de −17,9 °C, atteinte le 5 janvier 1985,,. 
Les paramètres climatiques de la commune ont été estimés pour le milieu du siècle (2041-2070) selon différents scénarios d'émission de gaz à effet de serre à partir des nouvelles projections climatiques de référence DRIAS-2020. Ils sont consultables sur un site dédié publié par Météo-France en novembre 2022.

## Urbanisme

### Typologie
Au 1er janvier 2024, Entrange est catégorisée bourg rural, selon la nouvelle grille communale de densité à sept niveaux définie par l'Insee en 2022.
Elle appartient à l'unité urbaine de Hettange-Grande, une agglomération intra-départementale regroupant deux  communes, dont elle est une commune de la banlieue,,. Par ailleurs la commune fait partie de l'aire d'attraction de Luxembourg (partie française), dont elle est une commune de la couronne,. Cette aire, qui regroupe 115 communes, est catégorisée dans les aires de 700 000 habitants ou plus (hors Paris),.

### Occupation des sols
L'occupation des sols de la commune, telle qu'elle ressort de la base de données européenne d’occupation biophysique des sols Corine Land Cover (CLC), est marquée par l'importance des territoires agricoles (64,3 % en 2018), en diminution par rapport à 1990 (66,1 %). La répartition détaillée en 2018 est la suivante : 
terres arables (45,9 %), forêts (20,2 %), prairies (18,4 %), zones urbanisées (15,5 %). L'évolution de l’occupation des sols de la commune et de ses infrastructures peut être observée sur les différentes représentations cartographiques du territoire : la carte de Cassini (XVIIIe siècle), la carte d'état-major (1820-1866) et les cartes ou photos aériennes de l'IGN pour la période actuelle (1950 à aujourd'hui).

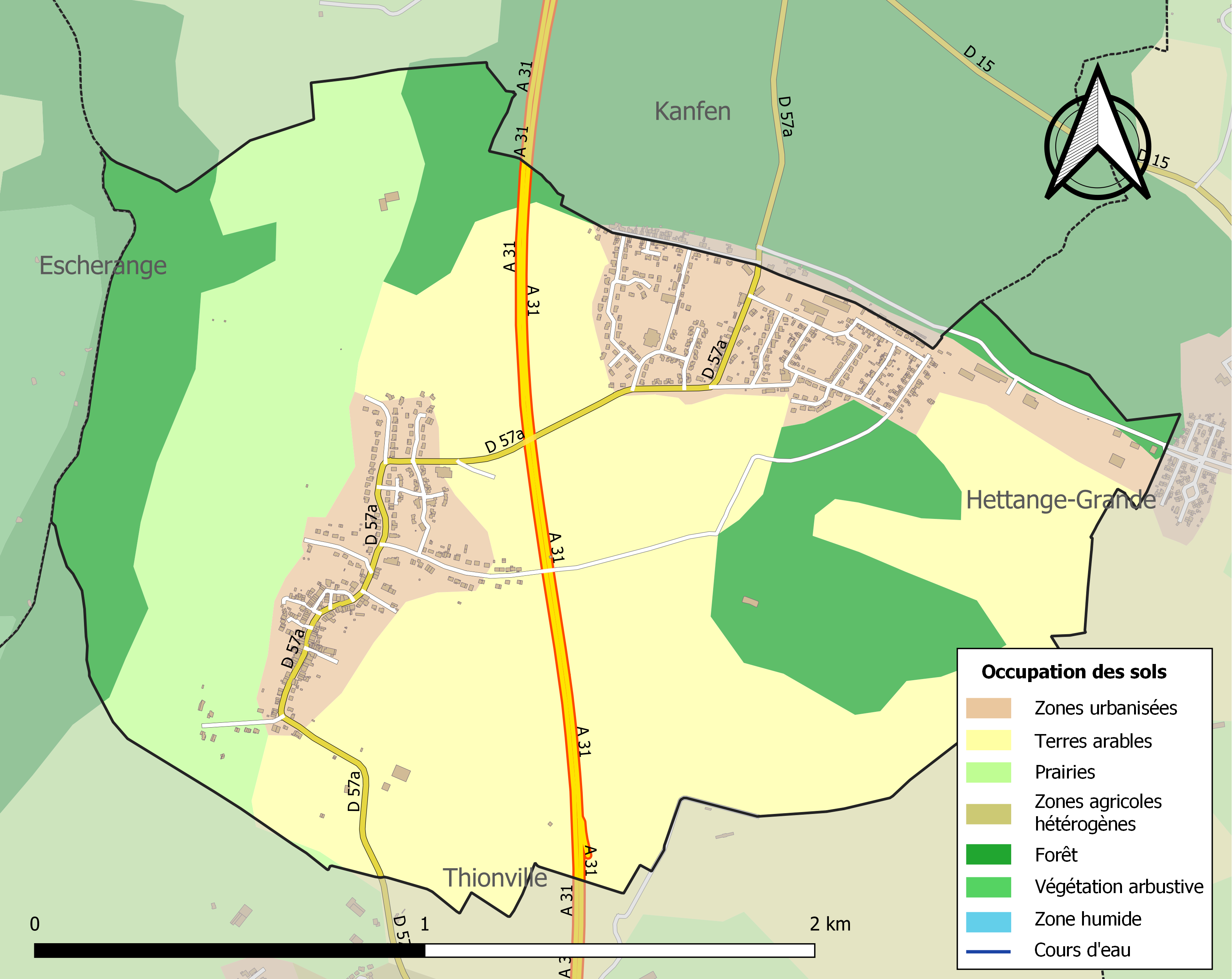
Carte des infrastructures et de l'occupation des sols de la commune en 2018 (CLC).

## Toponymie
- Œntringa en 1178, Enstringa en 1544, Hentrange en 1725, Eutrange en 1793, Entrange en 1801.
- Entréngen et Entréng en Francique lorrain.
- Entringen pendant l'annexion allemande.

## Histoire
- Station néolithique.
- Village de l'ancien duché de Luxembourg.
- Fut rattaché à Œutrange du 19 octobre 1811 jusqu'à 1902.

## Politique et administration
| Période                                  | Période   | Identité               | Étiquette | Qualité |
| ---------------------------------------- | --------- | ---------------------- | --------- | ------- |
| 1971                                     | mars 1989 | Alphonse Bernard       |           |         |
| mars 1989                                | mars 2001 | Jean-Paul Bouschbacher |           |         |
| mars 2001                                | mars 2014 | Jean-Marie Cridel      | MODEM     |         |
| 2014                                     | En cours  | Michel Hergat          |           |         |
| Les données manquantes sont à compléter. |           |                        |           |         |

## Démographie
L'évolution du nombre d'habitants est connue à travers les recensements de la population effectués dans la commune depuis 1793. Pour les communes de moins de 10 000 habitants, une enquête de recensement portant sur toute la population est réalisée tous les cinq ans, les populations de référence des années intermédiaires étant quant à elles estimées par interpolation ou extrapolation. Pour la commune, le premier recensement exhaustif entrant dans le cadre du nouveau dispositif a été réalisé en 2006.

En 2022, la commune comptait 1 202 habitants, en évolution de −3,61 % par rapport à 2016 (Moselle : +0,52 %, France hors Mayotte : +2,11 %).
| 1793 | 1800 | 1806 | 1895 | 1900 | 1905 | 1910 | 1921 | 1926 |
| ---- | ---- | ---- | ---- | ---- | ---- | ---- | ---- | ---- |
| 214  | 219  | 245  | 301  | 367  | 368  | 391  | 362  | 428  |

| 1931 | 1936 | 1946 | 1954 | 1962 | 1968 | 1975 | 1982 | 1990  |
| ---- | ---- | ---- | ---- | ---- | ---- | ---- | ---- | ----- |
| 830  | 733  | 671  | 731  | 783  | 725  | 719  | 795  | 1 147 |

| 1999  | 2006  | 2011  | 2016  | 2021  | 2022  | - | - | - |
| ----- | ----- | ----- | ----- | ----- | ----- | - | - | - |
| 1 212 | 1 345 | 1 318 | 1 247 | 1 215 | 1 202 | - | - | - |

## Lieux et monuments
- entrée de la mine Charles Ferdinand actuellement fermée au public ;
- silo imposant vestige de l'ancienne exploitation minière ;
- cité ouvrière conçue à l'égal de la cité voisine de Sœtrich cité ;
- nombreux chemins de randonnées à flanc de côte ;
- sources de la Reybach ;
- abri d'intervalle de la Ligne Maginot du Zeiterholz ;
- Bildstocks.
- écoles : école élémentaire Sainte Barbe, école maternelle André Maginot

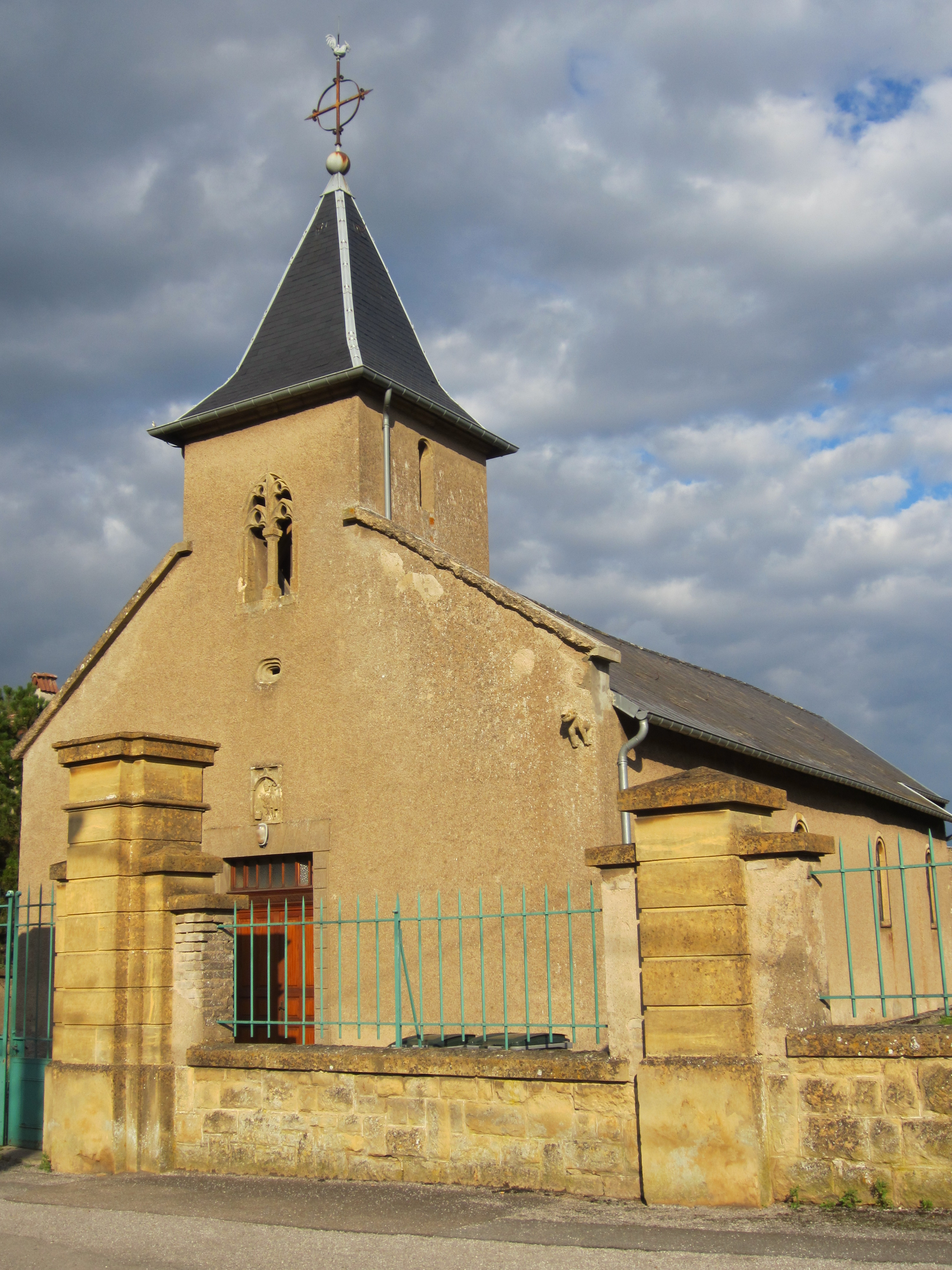
Chapelle Saint-Hubert.

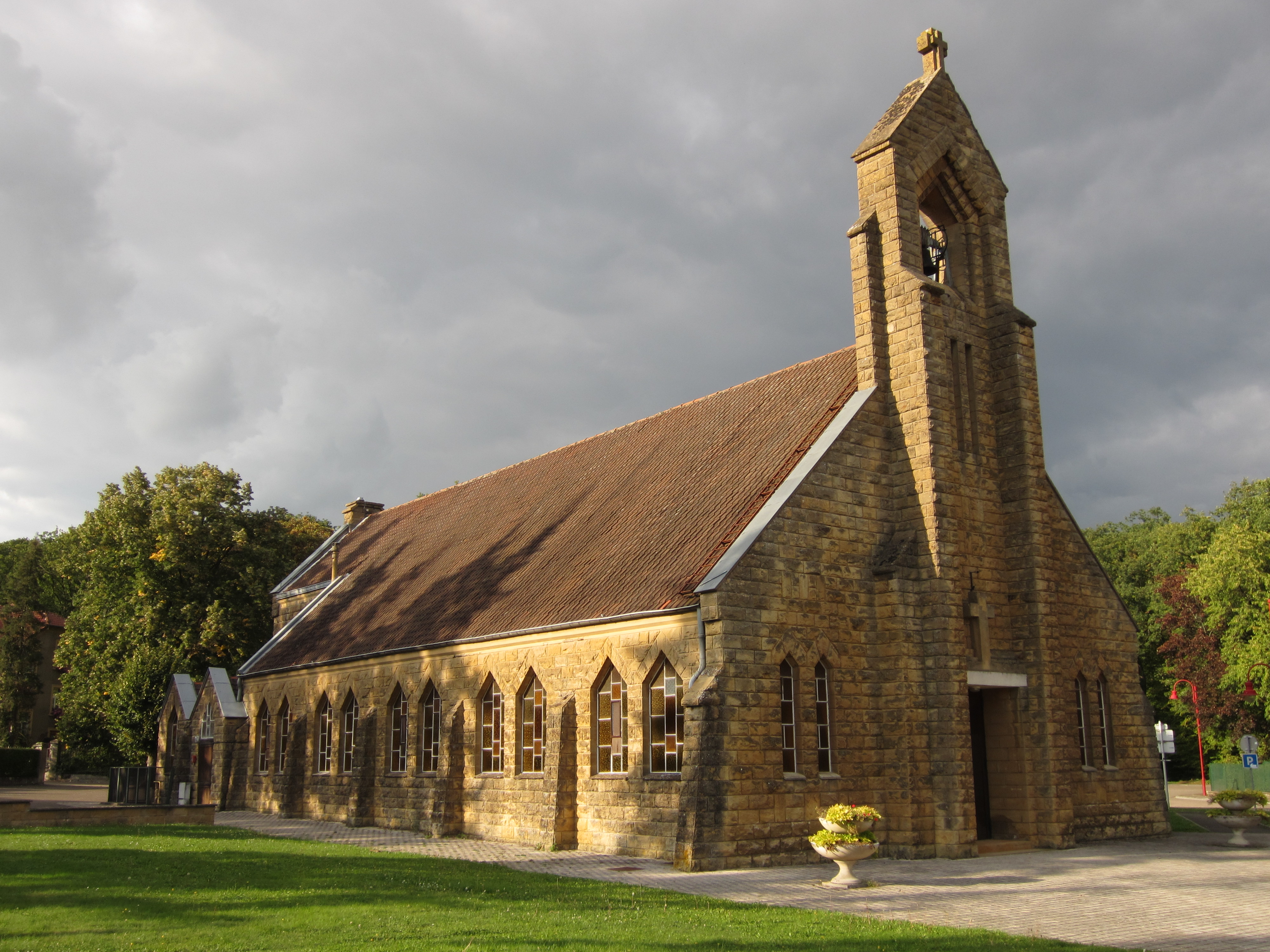
Chapelle des mineurs Sainte-Jehanne.

### Édifices religieux
- chapelle des mineurs Sainte-Jehanne à la cité d'Entrange, construite en 1937 ;
- chapelle Saint-Hubert, ancienne chapelle romane du XIe ou XIIe siècle remaniée et fortifiée au XIVe dont ne subsiste que l'enveloppe de la tour clocher ; chœur reconstruit et baie ouest de la tour clocher repercée au XVe siècle ; nef et sacristie reconstruites au XVIIIe siècle ; portail et tour clocher repercés en 1842 ; baies du chœur percées en 1867 ; 8 vitraux de Raphaël Lardeur (1933)

### Vie associative
La commune possède onze associations. L’A.S. Entrange est le club de football du village.
L'association des parents d'élèves d'Entrange (http://www.apee.asso.st) a pour but de contribuer à la réalisation des projets des écoles d’Entrange et de fédérer les enfants et les parents autour de la vie scolaire.
L'association ECLOS (https://www.eclos.fr) : accueil des enfants en périscolaire et pendant les vacances. 
Foyer adolescents ouvert les vendredi soir de 18 h 30 à 20 h.